# Kușnirî, Nedrîhailiv
Kușnirî (în ucraineană Кушніри) este un sat în comuna Zelenkivka din raionul Nedrîhailiv, regiunea Sumî, Ucraina.

## Demografie
Componența lingvistică a localității Kușnirî
     Ucraineană (98,61%)
Conform recensământului din 2001, majoritatea populației localității Kușnirî era vorbitoare de ucraineană (98,61%), existând în minoritate și vorbitori de armeană (1,39%).